# Christoph Roquette
Christoph Roquette (* 30. September 1982 in Lübeck) ist ein ehemaliger deutscher Basketballspieler. Der 2,02 Meter große Centerspieler war unter anderem für den USC Freiburg und Science City Jena in der 2. Bundesliga ProA aktiv.

## Laufbahn
Roquette wurde in Lübeck geboren und wuchs erst in Buxtehude sowie dann in Laufenburg auf. Mit 14 begann er mit dem Basketball, spielte beim TV Bad Säckingen, 2002 wechselte er zum USC Freiburg in die 2. Basketball-Bundesliga. Dort spielte er – unterbrochen von einer Zwischenstation beim englischen Klub Leeds Carnegie (Saison 2008/09) – bis 2010. In Leeds war er bester Korbschütze der Mannschaft, kam in der EBL Division 2 auf 20 Punkte sowie 9,5 Rebounds im Schnitt. Beim USC Freiburg stieg Roquette zum Mannschaftskapitän und Leistungsträger auf, in seiner letzten Freiburger Spielzeit 2009/10 kam er auf einen Mittelwert von 14,2 Punkten je Begegnung.
Zur Saison 2010/11 vollzog Roquette einen Wechsel innerhalb der 2. Bundesliga ProA und ging von Freiburg zu Science City Jena, wo er bis 2013 unter Vertrag stand. 2013 erreichte er mit Jena das ProA-Halbfinale, als Mannschaftskapitän der Thüringer erzielte er während der Saison 2012/13 im Schnitt 9,7 Punkte je Begegnung.
Zum Abschluss seiner Laufbahn spielte er von 2013 bis 2015 beim SC Rist Wedel in der 2. Bundesliga ProB. In seiner letzten Saison führte er die Wedeler als Mannschaftskapitän ins Meisterschaftsfinale, wo man gegen Oldenburg verlor.
Ab Juni 2015 wurde Roquette neben seinem Beruf als Ingenieur als Sportlicher Leiter bei Rist Wedel tätig. Mit der Ü35-Mannschaft des Vereins wurde er 2017 deutscher Meister dieser Altersklasse. Roquette ehelichte die frühere Bundesligaspielerin Dana Penno.